# Autingues
Autingues é uma comuna francesa na região administrativa de Altos da França, no departamento de Pas-de-Calais. Estende-se por uma área de 2,97 km². Em 2010 a comuna tinha 304 habitantes (densidade: 102,4 hab./km²).